# در دشت‌های فلاندرز

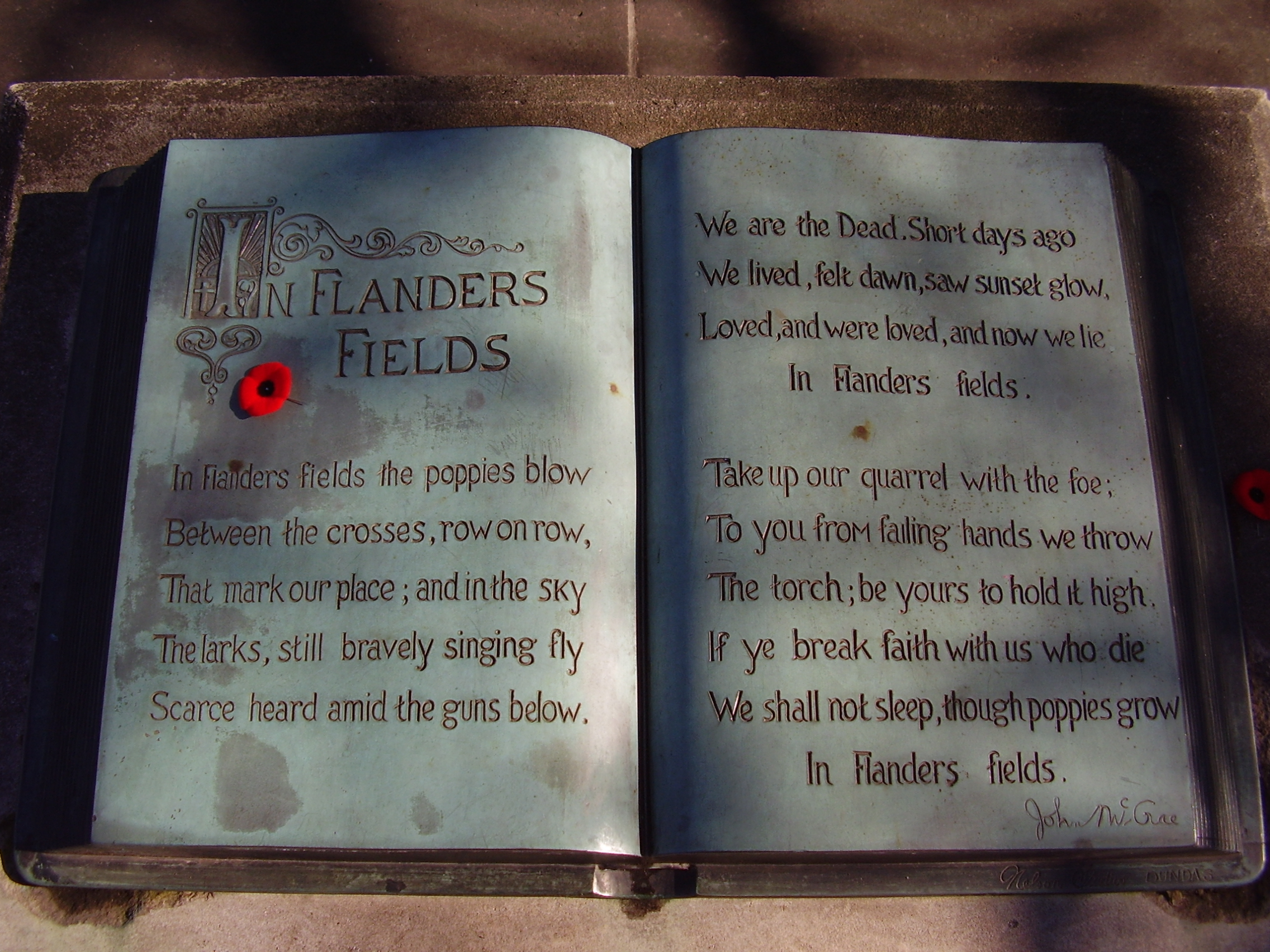
متن کامل این شعر برروی کتاب برنزی در محل تولد شاعر این شعر در کانادا

در دشت‌های فْلاندِرز (انگلیسی: In Flanders Fields) شعری است سرودهٔ پزشک و شاعر کانادایی سرهنگ دوم جان مک‌کری و در خلال جنگ جهانی اول. این شعر زمانی بر وی الهام شده‌است که در مراسم ختم یک هم‌سنگر به نام الکسیس هلمر حاضر شد. هلمر در نبرد دوم Ypres کشته شده‌بود.
خطوط ابتدایی این شعر به شقایق‌های زیادی اشاره می‌کند که که در دشت فلاندر بلژیک رشد می‌کردند. این شعر از نقطه نظر سربازان مرده نوشته شده‌است و در آخرین ابیات آن، آن‌ها زندگی را برای ادامه جنگ ادامه می‌دهند. این شعر توسط پزشک کانادایی، سرهنگ دوم جان مک کری، در تاریخ ۳ می ۱۹۱۵، پس از مرگ دوست سربازش نوشته شده بود. این شعر برای اولین بار در تاریخ ۸ دسامبر ۱۹۱۵ در مجله پانچ، مستقر در لندن، منتشر شد.

## متن شعر

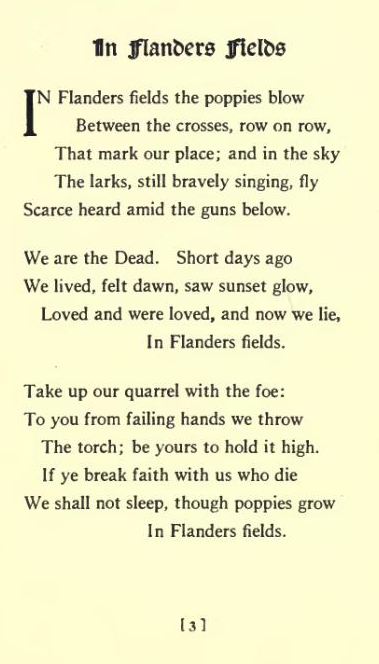
نسخه‌ی تایپی" در دشت‌های فلاندرز "

در دشت‌های فلاندرز گلهای شقایق در تحرکند،
بین صلیبهایی که ردیف به ردیف چیده شده اند،
که نشانگر مکان ماست، و در آسمان،
چکاوک ها که همچنان شجاعانه آواز می خوانند، و پرواز می کنند،
صدایشان به سختی شنیده می شود، به واسطه صدای اسلحه هایی که در پایین شلیک می شوند.
ما مرده ایم. چند روز پیش،
ما زنده بودیم، سحر را احساس می کردیم، درخشش غروب را می‌دیدیم،
عشق می ورزیدیم، و به ما عشق ورزیده می شد، و حالا خوابیده ایم،
در دشت فلاندرز
مبارزه ما را با دشمن ادامه بده:
به سمت تو پرتاب می شود از دستهای ناکام ما،
مشعل. آن را افراشته نگه دار،
اگر ایمان خود را به ما که مرده ایم از دست دهی،
ما آرامش نخواهیم گرفت، گرچه شقایقها می رویند،
در دشت‌های فلاندرز